# Signature aléatoire
Pour les articles homonymes, voir Signature (homonymie).
Une signature aléatoire, ou random sig, est un fichier texte comprenant plusieurs signatures de courrier électronique à la fois. Le client de messagerie (rares sont ceux capables de les lire) choisit alors une signature au hasard à chaque message. Il existe des signatures aléatoires prédéfinies (en français, le GNU catalogue les plus populaires) mais une personnalisation est possible. La convention est généralement deux tirets suivis d'une espace, une source pouvant éventuellement être citée entre -+-.
Exemple :
```
-- 
Les scrupules sont solubles dans l’argent liquide
               -+- Proverbe de chimiste -+-
-- 
Ne t’excuse pas pour tes erreurs. Reconnais-les et ne les commets plus.
               -+- Proverbe chinois -+-
```

La netiquette préconise de limiter une signature à quatre lignes.
Clients de messagerie capable de gérer des signatures aléatoires :
- Mutt sous UNIX, GNU/Linux, etc.
- GNUMail pour Mac OS X, GNU/linux et UNIX
- Kmail pour GNU/Linux